# IVL D.26 Haukka
Die IVL Haukka war ein Jagdflugzeug des finnischen Herstellers Ilmailuvoimien Lentokonetehdas.

## Geschichte und Konstruktion

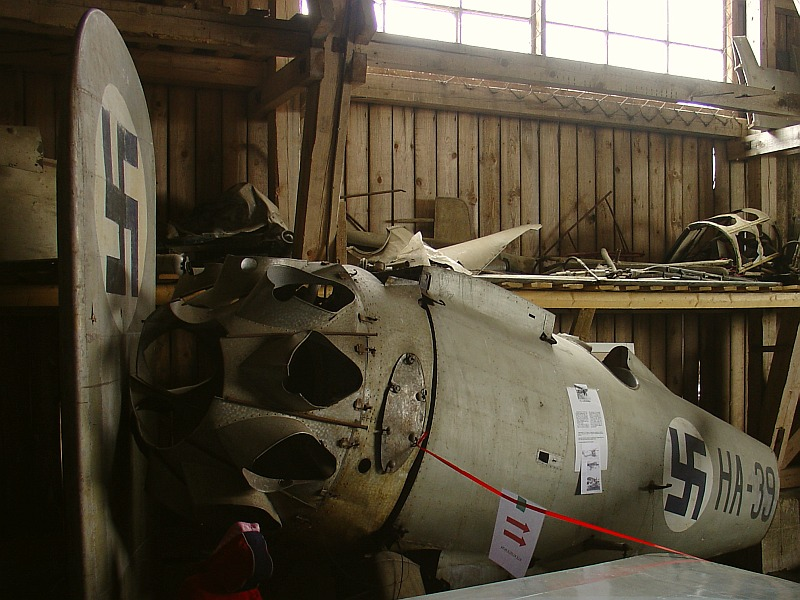
Prototyp Haukka I im Luftfahrtmuseum Päijänne Tavastia in Asikkala, 2006

Die Haukka wurde von Kurt Berger als Doppeldecker mit offenem Cockpit und starrem Spornfahrwerk entworfen. Angetrieben wurde es von einem Sternmotor Gnome-Rhone Jupiter IV. Das als Haukka I bezeichnete erste Flugzeug absolvierte seinen Erstflug am 17. März 1927. Später folgte die Haukka II, eine weiterentwickelte Version, die von der finnischen Luftwaffe einige Zeit bis zur Beschaffung ausländischer Flugzeuge verwendet wurde.

## Varianten
- Haukka I: der Prototyp, 1 gebaut
- Haukka II: die verbesserte Serienversion, 2 gebaut

## Militärische Nutzung
- Finnland

## Technische Daten
| Kenngröße             | Daten                                            |
| --------------------- | ------------------------------------------------ |
| Besatzung             | 1                                                |
| Länge                 | 7 m                                              |
| Spannweite            | 9,6 m                                            |
| Höhe                  |                                                  |
| Flügelfläche          | 24 m²                                            |
| Flügelstreckung       | 3,8                                              |
| max. Startmasse       | 1290 kg                                          |
| Höchstgeschwindigkeit | 249 km/h                                         |
| Dienstgipfelhöhe      |                                                  |
| Reichweite            |                                                  |
| Triebwerke            | 1 × Sternmotor Gnome-Rhone Jupiter IV mit 358 kW |
| Bewaffnung            |                                                  |